# افغانستان در ۱۹۹۰ (میلادی)
لیست‌های زیر رویدادهای اتفاق افتاده در طول سال ۱۹۹۰ در افغانستان است.
مبارزه شدید در ابتدای سال بین نیروهای دولتی و مجاهدین بوقوع پیوست، اما در زمستان هیچ پیروزی نظامی برای هیچ‌کدام از طرفین جنگ کسب نشد. در مواجهه با بن‌بست گسترده برای پایان دادن به جنگ ۱۲ ساله، مسکو و واشینگتن توافق کردند که باید انتخاباتی برای تصمیم‌گیری در خصوص آینده سیاسی این کشور برگزار شود. هر دو ابرقدرت توانستند موافقت کنند که نجیب الله در دولت موقت چه نقشی می‌تواند داشته باشد. با این حال واشینگتن اصرار دارد که نجیب الله از کنترل ارتش و اطلاعات را رها کند، تقاضایی که نجیب الله و مسکو رد می‌کنند. با این وجود رئیس‌جمهور موافقت می‌کند در صورت برگزاری انتخابات جدید کنترل بر رسانه‌های دولتی و تعداد محدودی از نیروهای نظامی را به کمیسیون موقت واگذار کند. شوروی پس از خروج از افغانستان پس از ۹ سال، ماهیانه حدود ۵۰۰ میلیون دلار سلاح و تجهیزات به می‌فرستاد. ایالات متحده نیز نزدیک به ۳۰۰ میلیون دلار به مجاهدین افغانستانی در پاکستان کمک کرد. واشینگتن تلاش زیادی برای کاهش کمک به گلبدین حکمتیار که چهره بنیادگرا و ضد غربی از هفت رهبر مقاومت را داشت در نظر گرفت. این لابی‌گری پس از آن صورت گرفت که گزارش‌ها متعددی از جنایات او که افراد غیرنظامی و مجاهدین دیگر را کشته بود صورت گرفت. نخست‌وزیر پاکستان، بی‌نظیر بوتو نیز به دنبال کاهش نقش رهبران جهادی هست اما ارتش پاکستان که طرفدار افزایش جنگ‌های داخلی در افغانستان مخالفت کرده و کمک‌ها به حکمتیار به‌طور چشمگیری افزایش می‌یابد. بی‌نظیر بوتو نیز در ۶ اوت با مخالفت جناح‌های راست اخراج شد. همزمان با تحویل تسلیحات، حملات موشکی در دو هفته اول ماه اوت در کابل صورت گرفت که منجر به کشته حدود ۶۰ تن و زخمی شدن عده دیگر شد.

## مسئولان
- رئیس‌جمهور: محمد نجیب الله
- نخست‌وزیر: سلطان علی کشتمند (تا ۸ آوریل), فضل حق خالقیار (شروع ۸ مارس)
- معاونان رئیس‌جمهور: عبدالرحیم هاتف محمد رفیع، عبدالحمید محتاط و عبدالوحید سرابی

## در اوایل ماه مارس ۱۹۹۰
وزیر دفاع ستوان ژنرال شهنواز تنی متهم به حمایت از نیروی هوایی و برخی از بخش‌های ارتش برای انجام کودتای ناموفق علیه دولت نجیب الله شد.

## ۸ ماه مه ۱۹۹۰
فضل حق خالقیار جایگزین کشتمند به عنوان نخست‌وزیر شد.

## ۲۰ ماه مارس ۱۹۹۰
وضعیت اضطراری برداشته شده.

## پایان ماه مه ۱۹۹۰
یک لویه جرگه در کابل برگزار شد که اصلاحاتی در قانون اساسی را پدیدآورد که تشکیل احزاب سیاسی مختلف را امکان‌پذیر و انحصار قدرت از حزب دموکراتیک خلق و جبهه ملی را پایان داد.

## ماه ژوئن ۱۹۹۰
نجیب الله حزب وطن یا حزب میهن را به عنوان حمایت توده مردم ایجاد می‌کند. هرچند تلاش خوبی به نظر می‌رسید اما اکثر سمت‌های بالایی حزب در اختیار افراد سابق حزب دموکراتیک خلق بود.

## ماه ژوئیه ۱۹۹۰
عمده رهبران جهادی یک شورای فرماندهی را در پاکستان تشکیل می‌دهند. این اقدام به عنوان یک تلاش عمدی برای کنار گذاشتن دولت در تبعید که در ابتدا برای جایگزین شدن پس از دولت نجیب الله تشکیل شده بود و بنابر مسائل محرمانه منتفی شده بود به نظر می‌رسید. گزارش‌ها حاکی از آن هست که اختلافات قومی منجر به ناکامی مجاهدین تحت حمایت آمریکا برای کنار گذاشتن دولت کابل شده‌است.

## ماه اکتبر ۱۹۹۰
پس از مدتی آرامش، نیروهای مجاهدین مستقر در پاکستان حملات جدیدی را آغاز می‌کنند و ادعا می‌کنند چند پاسگاه استراتژیک در جنوب و مرکز ترین کوت و قلات در ولایات اروزگان و زابل را تصرف کرده‌اند. این نیروها همچنین در چهار ولایت دیگر و اطراف کابل در حال جنگیدن هستند. آخرین حمله‌ای که نیروهای به رهبری حکمتیار بر عهده دارد به عنوان مقدمه برای حمله به کابل قلمداد می‌شود اما دیگر رهبران میانه مجاهدین به علت کمبود نیرو و تجهیزات با حمله به کابل مخالفت کرده و ادعا می‌کنند توان غلبه بر نیرو هوایی دولت را ندارند.

## اوایل ماه اکتبر ۱۹۹۰
حدود ۴۰ تن از رهبران جهادی در شمال پاکستان ملاقات کرده و توافق می‌کنند که اختلافات قومی را کنار گذاشته و یک استراتژی هماهنگ برای مقابله با حکمتیار تعیین کنند.

## ماه نوامبر ۱۹۹۰
گزارش شده‌است که نیروهای مجاهدین ۲۰۰ تن از سربازان دولتی که تسلیم شده بودند را کشته‌اند.

## ورزشی
در ۲ دسامبر سال ۱۹۹۰ در مارتن بین‌المللی کالیفرنیا که در ساکرامنتو - کالیفرنیا برگزار شده بود، وحید کریم رکورد ملی را با ۲ ساعت و ۲۸ دقیقه و ۴۶ ثانیه در مسابقه مارتن ثبت کرد.